# Шундров Юрій Олександрович
Ю́рій О́лександрович Шу́ндров (рос. Юрий Александрович Шундров; 6 червня 1956, Пенза, РРФСР, СРСР — 27 липня 2018) — радянський і український хокеїст, воротар.

## Спортивна кар'єра
Народився 6 червня 1956 року у Пензі. Вихованець пензенського клубу «Дизеліст». За основну команду дебютував у другій лізі чемпіонату СРСР 1973/74. За підсумками сезону клуб підвищився у класі і наступні чотири сезони Юрій Шундров провів у першій лізі. Одночасно виступав за юніорську та молодіжну збірні СРСР. У складі першої здобув титул чемпіона Європи 1975 року, з другою — переможець неофіційного чемпіонату світу 1976 року.
У 1978 році переходить до київського «Сокола», який після восьмирічної перерви здобув путівку до еліти радянського хокею. Протягом тринадцяти років був основним воротарем та одним із лідерів клубу. Вніс вагомий внесок у здобуття бронзових нагород чемпіонату 1984—1985 років — найвищого досягнення українського хокею за часів СРСР. Загалом за «Сокіл» у вищій лізі провів 430 матчів.
Фіналіст найстарішого міжнародного турніру — кубку Шпенглера 1986. Був включений до символічної збірної.
Один з найкращих воротарів радянського хокею 80-х років ігнорувався керівництвом національної збірної. Основна причина — Шундров не мав бажання переходити до одного з московських клубів. За збірну СРСР провів лише два матчі, у вересні 1985 року проти чехословацьких хокеїстів. Був одним із кандидатів на Олімпіаду в Калгарі, але отримав важку травму та залишився вдома.
Один сезон провів за югославську «Црвену Звезду», а у віці 35 років перейшов до підмосковного «Хіміка». За команду з Воскресенська провів один матч у чемпіонаті СНД та два сезони в Міжнаціональній хокейній лізі. У 1994 році повертається до Києва. У складі «Сокола» здобув срібну нагороду чемпіонату СЄХЛ та два титули чемпіона України.
Надалі виступав за воскресенський «Хімік», київську «Крижинку» та бухарестський «Рапід». Завершив виступи на хокейному майданчику у 44 роки.
У складі збірної України був учасником чотирьох чемпіонатів світу: 1995, 1997, 1998 та 1999 років (елітний дивізіон). Всього за національну збірну провів 23 матчі (30 пропущених шайб).
Тренерську діяльність розпочав у юніорьській збірній України (2002—2003). Двічі входив до тренерського штабу національної збірної України (2006—2008 та 2010—2011). Був одним із тренерів російських команд: магнітогорського «Металурга» (2008—2010), ЦСКА (2011—2013) та «Сочі» (2014—2017).
Юрій Олександрович помер у ніч на 27 липня 2018 року, поховання відбулось у неділю, 29 липня в с. Бобриця Бучанського району.

## Досягнення гравця
- Бронзовий призер чемпіонату СРСР: 1985
- Срібний призер чемпіонату СЄХЛ: 1997
- Чемпіон України: 1995, 1997
- Чемпіон світу серед молодіжних команд: 1976 (неофіційний титул)
- Чемпіон Європи серед юніорських команд: 1975

## Досягнення тренера
- Чемпіон України («Сокіл» — 2003, 2005)
- Чемпіон Білорусі («Гомель» — 2003)
- Володар кубка Білорусі («Гомель» —2003, 2004)
- Бронзовий призер чемпіонату Росії («Металург» — 2006, 2008, 2009)
- Чемпіон Росії («Металург» — 2007)
- Переможець Кубка європейських чемпіонів («Металург» — 2008)
- Срібний призер Ліги чемпіонів («Металург» — 2009)